# John Stuart Williams
John Stuart Williams (10 juli 1818 – 17 juli 1898 was een generaal in het Confederate States Army tijdens de Amerikaanse Burgeroorlog. Tijdens de naoorlogse reconstructieperiode was hij een senator voor de Democraten uit Kentucky.

## Vroege jaren
Williams werd op 10 juli 1818 geboren nabij Mount Sterling, Kentucky. Hij studeerde rechten aan de Miami-universiteit in Oxford, Ohio. Een jaar later werd hij opgenomen aan de balie en bouwde een advocatenpraktijk uit in Paris, Kentucky. Hij diende in de Mexicaans-Amerikaanse Oorlog. Eerst als kapitein bij een gedatecheerde kompanie toegevoegd aan het 6th U.S. Infantry en daarna als kolonel van het 4th Regiment of Kentucky Volunteers. Tijdens deze oorlog kreeg hij zijn bijnaam "Cerro Gordo Williams" voor zijn galante houding tijdens veldslagen.
Williams zetelde in het parlement van Kentucky tussen 1851 en 1853. Hij was een sterke voorstander van de states rights waarbij de afzonderlijke staten voorrang hadden op het federale niveau. Initieel was Williams tegen de afscheuring van de Zuidelijke staten. Maar toen Lincoln volgens Williams verkeerde beleidskeuzes maakte, verbond hij zijn lot met de Geconfedereerde Staten van Amerika.

## De Amerikaanse Burgeroorlog
Na het uitbreken van de oorlog reisde Williams naar Prestonburg in Kentucky waar hij een commisie kreeg als kolonel in het 5th Kentucky Infantry. Zijn regiment werd ingedeeld bij de strijdmacht onder leiding van Humphrey Marshall die in het zuidwesten van Virginia gelegerd was. Williams eenheid nam deel aan de mislukte invasie van Marshall in oostelijke Kentucky in 1862 en vocht succesvol tijdens de Slag bij Princeton Court House. Kort daarna nam Marshall ontslag en werd overgeplaatst naar oostelijk Tennessee. Williams eenheid werd ingedeeld bij generaal William W. Loring. Ze vochten verschillende schermutselingen uit tijdens de Kanawhavalleiveldtocht van 1862. Loring werd overgeplaatst naar Mississippi en werd vervangen door John Echols. Eind 1862 werd Williams bevorderd tot brigadegeneraal. Hij kreeg de het tijdelijke bevel over het Department of Southwesteren Virginia tot Echols’ vervanging in de vorm van generaal Samuel Jones aangekomen was. 
In de herfst van 1863 vormde Williams een cavaleriebrigade om de aanval van Ambrose Burnside in oostelijk Tennessee (Knoxvilleveldtocht) mee te helpen afslaan. Williams vocht mee in de Slag bij Blue Springs. Hij nam ontslag uit zijn functie en reisde naar Georgia. In juni 1864 nam hij het bevel op zich van de Kentucky cavalerieregimenten in het leger van Joseph Wheeler. Voor zijn bijdrage tijdens de Eerste Slag bij Saltville in oktober 1864 werd Williams officieel lof toegezwaaid. Hij gaf zich over met zijn eenheden in 1865.

## Latere jaren
Na de oorlog keerde Williams terug naar Kentucky waar aan landbouw deed.
Tussen 1873 en 1875 werd hij opnieuw verkozen in het parlement van zijn thuisstaat. Hij stelde zich kandidaat als gouverneur van Kentucky, maar verloor de verkiezingen in 1875. In 1876 maakte hij deel uit van het federale kiescollege voor de Democraten. Williams werd verkozen als lid van de federale senaat. Hij zetelde tussen 4 maart 1879 en 3 maart 1889. Na zijn termijn werd hij niet herkozen en keerde terug naar zijn boerderij.
In de late jaren 1880 werd Williams betrokken bij landontwikkeling in Florida. Samen met zijn zakenpartner Walter N. Haldeman stichtten ze Napels in Florida.
Williams overleed in Mount Sterling in 1898. Zijn stoffelijk overschot werd bijgezet in Winchester Cemetery, Winchester Kentucky.